# 蕭藥師奴
蕭藥師奴（11世纪—1110年代），辽朝（契丹）政治家。萧朮哲的侄子。

## 经历
幼年颖悟，谨礼法，补祗候郎君。大康年间（1075年-1084年），为兴圣宫使，后为同知殿前点检司事。皇上嘉奖他宿卫严肃，迁右夷离毕。西夏王李乾顺为宋所攻，求救，辽道宗命他持节使宋，请罢兵通好，宋朝同意。后拜南面林牙，改汉人行宫副部署。乾统（1101年－1110年）初年，为安东军节度使，不久逝世。

## 史料来源
- 《遼史》卷91 列传第21